# 北九州市立図書館
北九州市立図書館（きたきゅうしゅうしりつとしょかん）は、福岡県北九州市にある公立の図書館の総称である。1963年（昭和38年）2月の5市合併で5市の市立図書館が北九州市立図書館となった。

## サービス
図書館の入館や利用はだれでも可能であるが、館外貸出には利用者登録が必要で北九州市、下関市、直方市、中間市、芦屋町、水巻町、岡垣町、遠賀町、小竹町、鞍手町、宮若市、行橋市、豊前市、みやこ町、築上町、吉富町、上毛町に居住、又は北九州市内に通勤・通学する者が可能となっている。図書館の本の返却はどの図書館でも可能なほか、総合観光案内所（小倉駅小倉城口）とコムシティ3階正面入口横（黒崎駅西側）にも返却ボックスが設置されている。
館外貸出
10冊まで2週間以内
開館時間
平日：9時30分 - 19時00分
土日祝日：9時30分 - 18時00分
休館日
月曜日（祝日の場合は開館し翌日休館）
年末年始（12月29日から1月3日まで）
館内整理日

## 中央図書館
北九州市立中央図書館は、北九州市小倉北区にある公立の図書館である。小倉南図書館ができるまでは小倉南区も併せて担当していた。

### 歴史
1975年（昭和50年）4月、小倉北区城内に中央図書館が開館した。北九州市立歴史博物館、視聴覚センターを併設し、三館一体の活動を特色とした。また館内に勝山分館（勝山こどもと母のとしょかん）も併設した。
1997年（平成9年）4月、組織改正により視聴覚センターを中央図書館に編入した。
1998年（平成10年）8月、新築移転した曽根出張所内に曽根分館（そねっと）を開館した。
2012年には映画『図書館戦争』のロケーション撮影が行われた。
2016年10月、NPO法人が運営するカフェテリア「カフェ・ラポール」がオープン。軽食やドリンクを提供すると共に、図書館の本を持ち込んで読書もできるようになった。
2017年（平成29年）8月30日をもって勝山分館を廃止し、視聴覚センターを臨時休館として、9月より子ども図書館の整備工事を開始した。
2018年（平成30年）3月の小倉南図書館開館により曽根分館（そねっと）を移管した。

### 建築について
建築家磯崎新によって1974年に設計されたもので、磯崎作品の中でも、1970年代の代表作とされる。ヴォールトで構成された図書館内部は、リブによって空間の緊張感が高まっている。ガラス張りのスロープからは小倉城が見える。
- 第17回建築業協会優良建築賞（1976年10月）[8]

### 立地
北九州市の中心部にある勝山公園内に設置されている。

#### 交通アクセス
- JR九州鹿児島本線西小倉駅から徒歩約10分
- 西鉄バス北九州
  - 行先番号36・45・76・110・138・150・170・175・197・急行に乗車、勝山公園バス停下車、徒歩すぐ
  - 行先番号27・28に乗車、北九州市役所前バス停下車、徒歩すぐ
- 北九州市交通局
  - 勝山公園バス停下車、徒歩すぐ

#### 近隣情報
- 北九州市立文学館 - 同一の建物群の中にある（入口が向かいどうし）。旧歴史博物館跡に2006年11月1日開館。
- 小倉城
- 勝山公園
- 小倉市民会館は北九州芸術劇場に機能移転、解体。跡地は大規模な芝生広場となった。
- 松本清張記念館
- タコマ・トーテムポール - 北九州市の姉妹都市、アメリカ合衆国のタコマ市から贈られたトーテムポール。
- 図書館の隣には視聴覚センターが併設されていたが、2017年（平成29年）9月に八幡西区相生町の北九州市立教育センター内に移転した。移転に伴い事業を見直し、視聴覚資料の個人視聴などラウンジ事業が廃止され、登録団体向けの教材・機材の貸出が主力業務となった[9]。

### 子ども図書館
北九州市立子ども図書館は北九州市子ども読書活動推進条例によって整備された図書館である。中央図書館の建物で、元の勝山分館、視聴覚センター、旧放送大学を改修範囲として2018年（平成30年）12月22日に開館した。

## 小倉南図書館
北九州市立小倉南図書館は、北九州市小倉南区にある北九州市立図書館のひとつである。
2018年（平成30年）3月30日、開館。日本施設協会・図書館流通センター共同事業体を指定管理者とする。
1階リフレッシュコーナーにカフェを併設している。

### 曽根分館
小倉南図書館曽根分館（そねっと）は北九州市小倉南区下曽根四丁目22番1号 曽根出張所2階にある北九州市立小倉南図書館の分館である。
1998年（平成10年）8月に中央図書館曽根分館として開館したのち、小倉南図書館の開館により移管された。

## 門司図書館
北九州市立門司図書館は、北九州市門司区にある北九州市立図書館のひとつである。

### 歴史
1910年（明治43年）6月26日、門司教育支会附属図書閲覧所として開館した。
1916年（大正5年）4月、錦町小学校内に移転した。
1919年（大正8年）1月13日、教育支会図書館と改称した。
1929年（昭和4年）5月、門司教育支会図書館を廃して門司市立図書館を開館した。
1945年（昭和20年）6月に戦災で焼失した後、各所を移転した。
1963年（昭和38年）2月、北九州市立門司図書館となる。
1964年（昭和39年）1月、老松公園の一角に新築開館した。
2005年（平成17年）4月1日からの2期を図書館流通センターが、平成25年4月1日からは日本施設協会が指定管理者となった。
「公共施設マネジメント実行計画（平成28年2月）」にて平成30年代前半に門司港地域複合公共施設への集約が検討されている。

### 大里分館
門司図書館大里分館（大里こどもと母のとしょかん）は北九州市門司区高田二丁目2番18号 大里柳市民センター2階にある北九州市立門司図書館の分館である。
1973年（昭和48年）5月、門司区高田一丁目の大里中部公民館一階に開館。
2011年（平成23年）7月、門司区高田二丁目に移転した。

### 新門司分館
門司図書館新門司分館は北九州市門司区吉志新町二丁目1番1号 新門司地区複合公共施設1階にある北九州市立門司図書館の分館である。2007年（平成19年）4月に開館した。

## 若松図書館
北九州市立若松図書館は、北九州市若松区にある北九州市立図書館のひとつである。

### 歴史
1903年（明治36年）11月、若松地方簡易図書館として開館した。
1921年（大正10年）10月に若松尋常小学校内に若松市立図書館を開館した。
若松市海岸通の石炭商、山本久吉から3万円の寄付を受け御大典記念事業として五反町（浜町一丁目）にて1928年（昭和3年）7月起工、1929年（昭和4年）1月竣工、3月22日に開館した。鉄筋コンクリート2階建、書庫は3階建で一般閲覧室、婦人室、特別室、児童室、新聞室、喫煙室、事務室、使丁室等があり、総坪数155坪であった。
閉鎖された旭小路の配炭公団を買収して改築、1951年（昭和26年）10月に移転した。本館が洋式木造二階建、別館が木骨モルタル塗二階建、延建坪数が51坪であった。
1963年（昭和38年）2月、北九州市立若松図書館となる。当時は老松町3丁目（浜町2丁目）にあった。
1963年（昭和38年）11月、区役所前の若松区浜町二丁目に新築開館した。
2000年（平成12年）4月、ベイサイドプラザ若松3階に移転した。
2006年（平成18年）4月1日から日本施設協会が指定管理者となった。

### 島郷分館
若松図書館島郷分館は北九州市若松区鴨生田二丁目1-1 島郷合同庁舎2階にある北九州市立若松図書館の分館である。
1979年（昭和54年）5月に開館した。
島郷合同庁舎の建て替えのため2007年（平成19年）11月に若松区大字畠田に移転し、若松区島郷合同庁舎が完成して2009年（平成21年）7月21日に移転した。

## 八幡図書館
北九州市立八幡図書館は、北九州市八幡東区にある北九州市立図書館のひとつである。八幡西図書館ができる以前より八幡西区の分館も併せて担当している。

### 歴史
1920年（大正9年）9月、八幡高等・尾倉尋常・枝光尋常の3校に簡易図書館を開館したのを前身とする。間もなく枝光簡易図書館を廃して八幡・尾倉の両館に合併した。
1929年（昭和4年）8月6日、丸山町一丁目（西丸山町）に八幡市立図書館を新築開館した。白亜煉瓦造二階建、敷地坪数239坪余、建坪76坪であった。

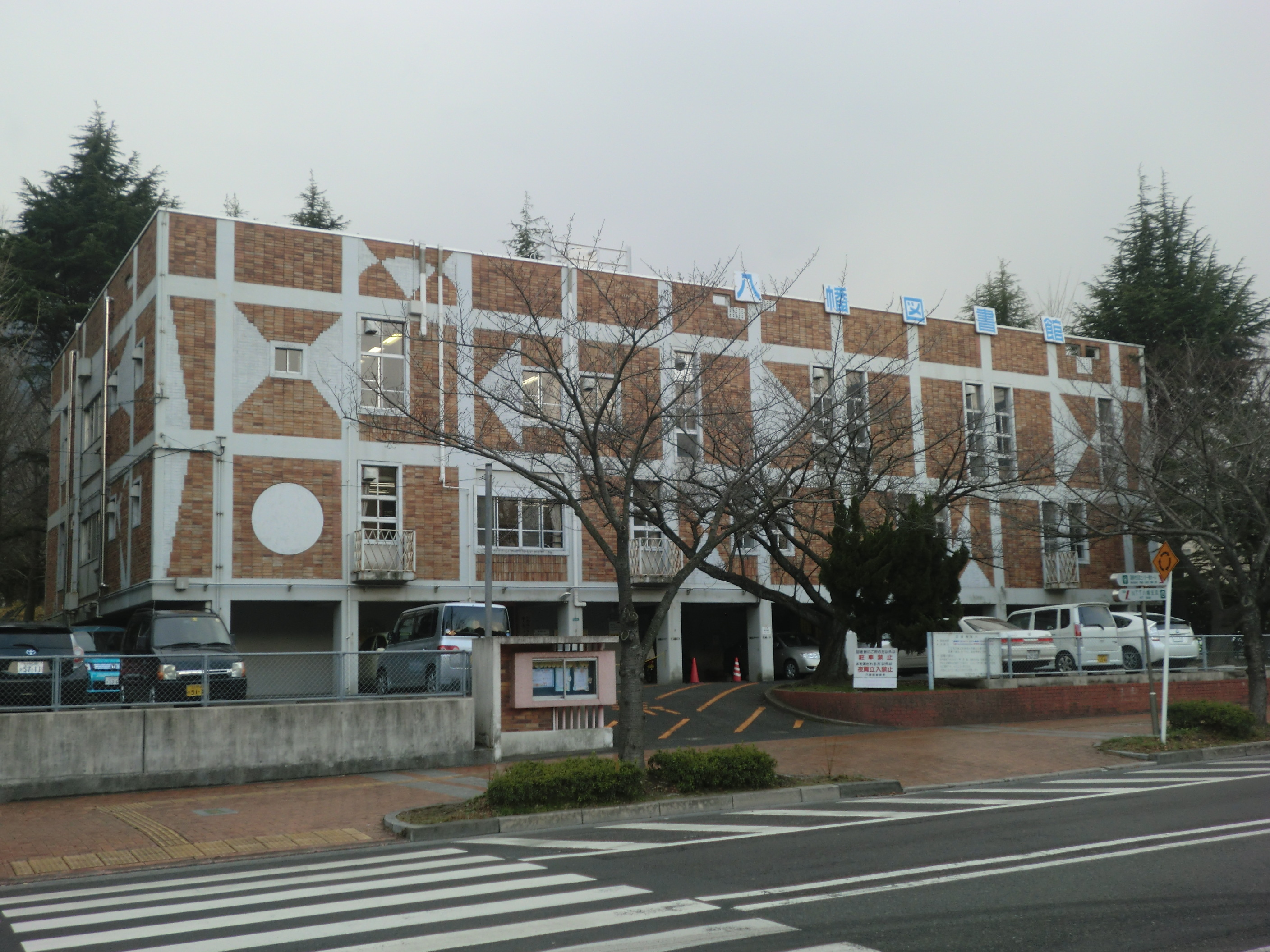
旧八幡図書館（1955-2016）

1955年（昭和30年）12月、本町四丁目（尾倉二丁目）に新築移転した。設計は八幡に育った村野藤吾によるもので1階をピロティとし、2～3階に閲覧室と書架を配した。外壁は白い鉱滓煉瓦と黄身を帯びた特殊煉瓦を組み合わせて幾何学模様を描き出していた。
1963年（昭和38年）2月、北九州市立八幡図書館となる。
2006年（平成18年）4月1日から図書館流通センターが指定管理者となった。
老朽化などで維持管理に多額の費用がかかり、隣接する尾倉小学校跡地に北九州市立八幡病院が移転するのに合わせて図書館の解体が検討される一方で存続を求める活動が行われたが、2014年（平成26年）3月21日、北九州市は撤去すると発表した。市民団体は署名を集めて市議会に陳情したが悉く不採択となった。
2016年（平成28年）4月、旧・九州国際大学文化交流センターを改修した八幡病院の管理棟内に移転した。旧図書館は解体されて八幡病院の駐車場となり、その出入口に旧図書館の外壁に使われていた煉瓦を用いた記念碑が置かれた。

### 八幡東分館
八幡図書館八幡東分館（八幡東こどもと母のとしょかん）は北九州市八幡東区西丸山町2番1号 八幡東区社会福祉センター2階にある北九州市立八幡図書館の分館である。1980年（昭和55年）5月に開館した。
1928年（昭和4年）に建てられた八幡市立図書館の跡地が中央区公民館となり、さらにその跡地が八幡東区社会福祉センターとなったため、1928年（昭和4年）に建てられた八幡市立図書館と同じ場所にあることになる。
「公共施設マネジメント実行計画（平成28年2月）」にて廃止検討の対象とされ、2019年（平成31年）3月の廃止を予定されている。

### 折尾分館

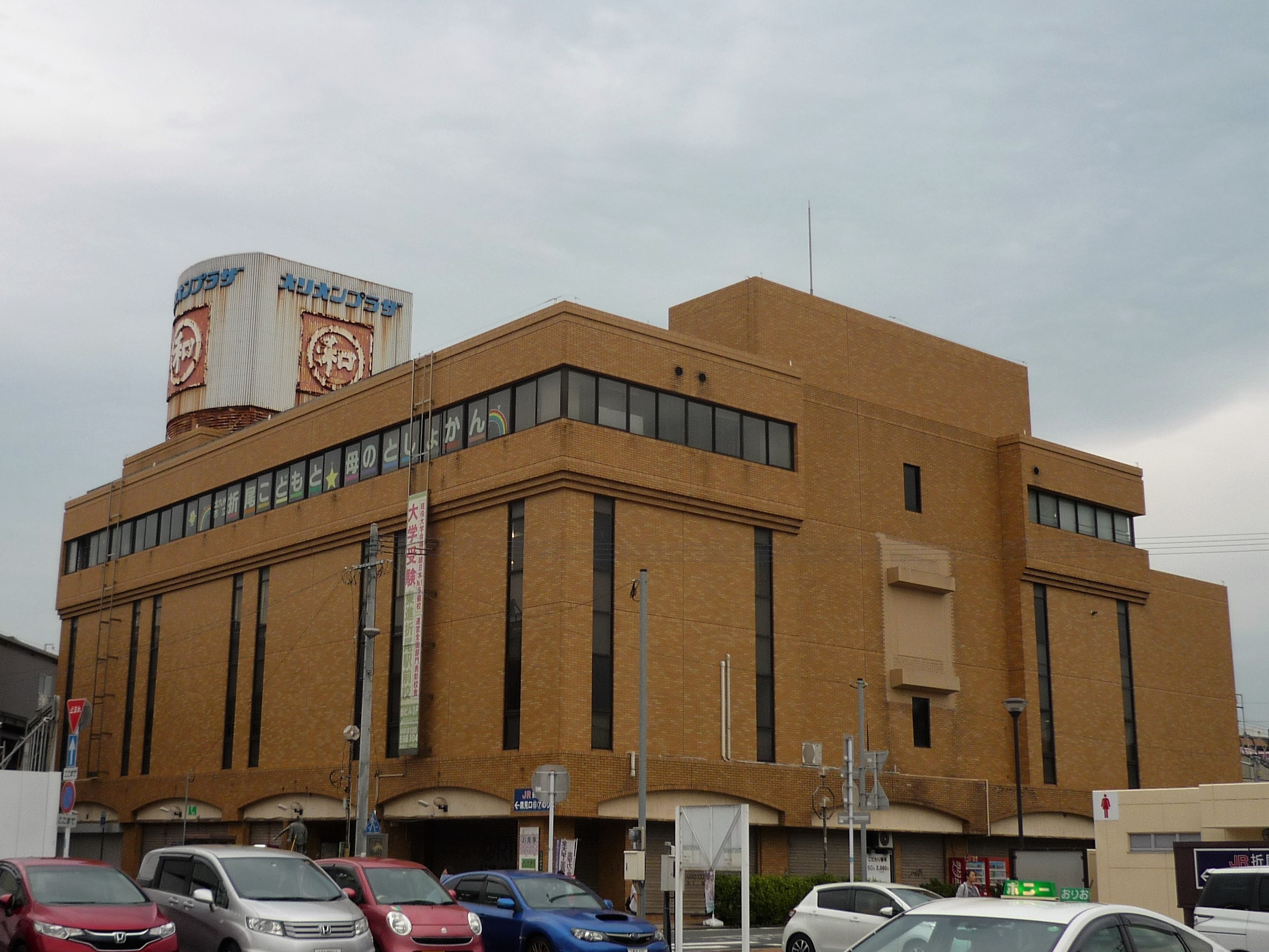
折尾分館のあったオリオンプラザ（解体され現存せず）

八幡図書館折尾分館は、北九州市八幡西区にある北九州市立八幡図書館の分館である。1983年（昭和58年）12月、北鷹見町13番10号の折尾駅前再開発第1ビル（オリオンプラザ）4階の八幡西市民センター折尾分館内に開館した。当時は「（折尾こどもと母のとしょかん）」という名称も付与されていた。
「公共施設マネジメント実行計画（平成28年2月）」にて折尾地区総合整備事業でオリオンプラザが解体されることから移転を検討するとされていた。
2021年1月に供用が開始されたJR折尾駅の新駅舎2階への移転を地元市民団体から要望されたが、2階部分は飾りであるため実現困難と報じられた。
2020年2月28日業務終了時から折尾駅前再開発第1ビル（オリオンプラザ）解体に伴い一時閉館し、同4月10日から折尾一丁目9番1号（坂田ビル102号室）に仮移転して再開館。その後2022年5月28日、折尾駅高架下（八幡西区堀川町5-23）に新たに開業した「オリオンテラス」に移転開業。

### 八幡南分館
八幡図書館八幡南分館（八幡南こどもと母のとしょかん）は北九州市八幡西区茶屋の原一丁目6番1号 八幡南出張所2階にある北九州市立八幡図書館の分館である。1988年（昭和63年）5月に開館した。

## 八幡西図書館
北九州市立八幡西図書館は、北九州市八幡西区にある北九州市立図書館のひとつである。
2012年（平成24年）7月1日、黒崎副都心「文化・交流拠点地区」内に開館。PFI事業にて整備された。九電工を代表企業とする黒崎コミュニティサービスを指定管理者とし、図書館の運営業務は日本施設協会と図書館流通センターが連携して行う。
Library Café（ライブラリーカフェ）くろさきを併設している。

## 戸畑図書館
北九州市立戸畑図書館は、北九州市戸畑区にある北九州市立図書館のひとつである。

### 歴史
1925年（大正14年）7月、戸畑市教育会が戸畑小学校内に通俗図書閲覧所を開設した。
1937年（昭和12年）1月15日、市役所敷地内に戸畑市立図書館を新築開館、敷地は70坪、建物は二階建28坪。1938年（昭和13年）3月末現在の蔵書数は4,215冊であった。
1949年（昭和24年）3月1日、武徳殿を改造して移転した。
1958年（昭和33年）4月1日、新築移転した。ピロティ式鉄筋コンクリート3階建、総面積延1,984㎡であった。
1963年（昭和38年）2月、北九州市立戸畑図書館となる。
2005年（平成17年）4月1日から日本施設協会が指定管理者となった。
1933年（昭和8年）竣工の当時の市役所の建物を改修して2014年（平成26年）3月28日に移転した。
- 平成26年度耐震改修優秀建築賞[35]
- 第56回BCS賞（2015年）[36]
- 第25回BELCA賞ロングライフ部門表彰建物[37]

## その他の図書室

### 男女共同参画センター・ムーブ図書・情報室
北九州市立男女共同参画センター・ムーブの図書・情報室は北九州市小倉北区大手町11番4号ムーブ1階にある図書室である。男女共同参画に関する情報を提供している。
開室時間
火～土曜日：9時30分 - 21時30分（貸出は19時00分まで）
日曜日：9時30分 - 17時00分
休館日
月曜日
年末年始（12月29日から1月3日まで）
特別整理期間

### 北九州学術研究都市学術情報センター一般図書室
北九州学術研究都市学術情報センターの一般図書室は北九州市若松区ひびきの1番3号北九州学術研究都市内にある図書室である。一般図書室での貸出は北九州市立図書館の図書館カードでも可能となっている。他に入室と貸出に学術研究都市キャンパスカードが必要な専門図書室もある。
開館時間
9時00分 - 22時00分
貸出可能時間
平日：9時30分 - 19時00分
土日祝日：9時30分 - 18時00分
休館日
年末年始（12月29日から1月3日まで）
館内整理日
特別館内整理

## かつてあった図書館/図書室
国際友好記念図書館
北九州市立国際友好記念図書館は北九州市門司区東港町にあった図書館。1995年（平成7年）3月に開館した。門司図書館・大里分館とともに2005年（平成17年）4月1日からの2期を図書館流通センターが、平成25年4月1日からは日本施設協会が指定管理者となった後、「公共施設マネジメント実行計画（平成28年2月）」によって2018年（平成30年）3月30日で図書館としては廃館となり、観光施設となって北九州市大連友好記念館と改称された。

小倉図書館
1888年（明治21年）11月、小倉高等小学校内に書籍蒐集所を開設、1897年（明治30年）に解散した。
1910年（明治43年）4月14日、小倉市内の小学校教員の研究会事業として修養会図書館が開館、小倉図書館の前身とされる。
1921年（大正10年）東宮の欧州からの帰朝の記念事業として図書館を設立することになり、1922年（大正11年）10月30日、元陸軍偕行社跡に小倉市立記念図書館が開館した。
1936年（昭和11年）8月10日、旧城内元第十二旅団司令部「市記念館」に移転した。
1946年（昭和21年）5月にアメリカ第6軍司令官より立ち退きを命じられ、1947年（昭和22年）5月1日に西小倉小学校の一部に、5月20日には馬借町の福岡県立医学歯学専門学校の集会所へ、7月1日には隣接する臨床講堂へと移転した。
臨床講堂の取り壊しにより、1949年（昭和24年）3月28日に元職業紹介所跡に移転した。
1961年（昭和36年）5月10日、元陸軍造兵廠本部事務所を買収して移転した。
1963年（昭和38年）2月、北九州市立小倉図書館となる。
1973年（昭和48年）8月6日、中央図書館建設のため市総合展示場3階に移転した。
1975年（昭和50年）4月、廃館となった。
中央図書館医学分館
1974年（昭和49年）4月、市立小倉病院内に小倉図書館医学分館として開設された。1987年当時、医学の専門書を1万1千冊所蔵していた。1999年（平成11年）7月31で廃館となった。
中央図書館勝山分館（勝山こどもと母のとしょかん）
建設中の中央図書館で1975年（昭和50年）1月11日に開館した。子ども図書館整備のため、2017年（平成29年）8月30日をもって廃止された。
中央図書館企救分館（企救こどもと母のとしょかん）
1976年（昭和51年）4月、小倉南市民センター内に開館した。小倉南図書館の開館準備のため2018年（平成30年）2月15日で廃館となった。
八幡図書館大池分館（大池こどもと母のとしょかん）
1976年（昭和51年）5月、八幡西市民センター（八幡西生涯学習センター）内に開館した。八幡西生涯学習センターがコムシティに移転した後も大池分館だけを残すことが維持管理費の負担増大になるとして教育委員会により大池分館の廃止が検討され、2013年（平成25年）6月30日に廃館となった。また八幡西図書館の開館に伴い廃止したともされる。
戸畑図書館戸畑分館（戸畑こどもと母のとしょかん）
1980年（昭和55年）5月に開館した。「公共施設マネジメント実行計画（平成28年2月）」により2018年（平成30年）3月30日をもって廃館となった。
戸畑駅ビルこどもと母のとしょかん
1986年（昭和61年）3月に開館した。1998年（平成10年）12月、JR戸畑駅の移転により廃館となった。
北九州市保健・医療・福祉情報センター
北九州市保健・医療・福祉情報センターは北九州市小倉北区馬借の総合保健福祉センター「アシスト21」6階にあった図書室である。1999年（平成11年）10月1日から保健・医療・福祉に関する図書・雑誌の閲覧・貸出を行っていたが、2016年（平成28年）3月31日で閉館となった。跡地は北九州市難病相談支援センターとなった。